# Mariusz Mikołajek
Mariusz Mikołajek (ur. 5 lutego 1958 we Wrocławiu) – polski artysta malarz, animator wydarzeń kulturalnych.

## Życiorys
Studia w Państwowej Wyższej Szkole Sztuk Plastycznych we Wrocławiu zakończył obroną dyplomu w pracowni prof. Konrada Jarodzkiego (1984). Miejscem obrony była Kolegiata Świętego Krzyża na Ostrowie Tumskim. Obrazy zostały zarekwirowane przez SB, która próbowała doprowadzić do unieważnienia dyplomu artysty. Wcześniej próbowano usunąć go z uczelni za udział w manifestacji antykomunistycznej. W obu przypadkach pomogła mu zdecydowana postawa pedagogów. W latach osiemdziesiątych brał udział w niezależnym obiegu sztuki. Do oficjalnej działalności wrócił w 1991 kiedy wraz z Christosem Mandziosem, Czesławem Chwiszczukiem i Zbigniewem Milem oraz przy współpracy z PKP zaprezentował wystawę pt. „Popatrz kiedy przechodzisz... popatrz każdy przechodzi...” w hali Dworca Głównego we Wrocławiu. Mikołajek od kilkunastu lat współpracuje z Witoldem Liszkowskim w szerokim projekcie „Budujemy miasto sztuki”. Najbardziej znane realizacje z tego cyklu to dwutygodniowy happening na rynku wrocławskim (2011), Kid’s Guernika – olbrzymi obraz namalowany przez wrocławskie dzieci pod artystyczną opieką obu twórców (2011), czy akcja plastyczna związana z Euro 2012 na dziedzińcu Muzeum Współczesnego we Wrocławiu zatytułowana „Pokoje sztuki kibica”. W 2012 roku wraz z Witoldem Liszkowskim i Janem Mikołajkiem stworzył Fundację OK. Art., która działa głównie na terenie rewitalizowanej dzielnicy Nadodrze. Wynikiem tej działalności są m.in. dwa powszechnie odwiedzane nadodrzańskie murale przy ul. Roosevelta „Podwórko odkrywanie sztuki” i „Podwórko nasze atelier”. Jego malarstwo sytuuje się między sztuką przedstawieniową, a abstrakcją. Tematem jest człowiek, jego emocje i relacje. Artysta podkreśla rolę światła w budowaniu swojej twórczej wypowiedzi. Jest autorem kilkudziesięciu wystaw indywidualnych w kraju i zagranicą, brał udział w wielu wystawach zbiorowych. Prace jego zostały zakupione do wielu kolekcji prywatnych i instytucjonalnych w kraju (Muzeum Narodowe w Krakowie, Dolnośląskie Towarzystwo Zachęty Sztuk Pięknych) i za granicą. Jest członkiem Związku Polskich Artystów Plastyków.
Jest synem pisarza Tadeusza Mikołajka. Prywatnie żonaty, ojciec siedmiorga dzieci.

## Nagrody i wyróżnienia
- Honorowa Nagroda Komisarza Ogólnopolskiej Wystawy Malarstwa Młodych „Droga i Prawda” (1985)
- Nagroda Roku Związku Polskich Artystów Plastyków we Wrocławiu za przygotowanie wystawy „Zawsze początek” w Browarze Mieszczańskim (2010)[4]
- brązowy medal Gloria Artis (2014)[5]

## Wybrane wystawy indywidualne
- „Zawsze początek. Spotkanie” – Stara Kopalnia, Wałbrzych (2019)
- „Cały ten jeans” – Galeria Miejska, Wrocław (2015)
- „Miejsce” – BWA Wrocław, Galeria Awangarda, Wrocław (2013)
- „Zawsze początek” – Browar Mieszczański, Wrocław (2009)
- Galeria Bram, Aalborg, Dania (2007)
- „Przestrzeń odkupiona”, Muzeum Miejskie, Wrocław (2005)[6]

## Wybrane wystawy zbiorowe
- „Znaki Apokalipsy” – Centrum Sztuki Współczesnej w Toruniu (2020)[7]
- „Statek Robinsona” wystawa Galerii Miejskiej w budynku Muzeum Architektury we Wrocławiu (2019)[8]
- Art. WORK / PL–UA, Artyści o pracy, Galeria Miejska Wrocław – Mystetskyi Arsenal Kijów (2017)[9]
- Teraz Sztuka / Art Now!, Parlament Europejski, Bruksela (2009) – wystawa z okazji 100–lecia ZPAP[10]
- „W drodze do wolności 1966–1994” – Galeria Miejska BWA, Bydgoszcz (2009)[11]
- Wystawa polskiej sztuki współczesnej – Muzeum Narodowe w Krakowie (2009)

## Wybrane prace

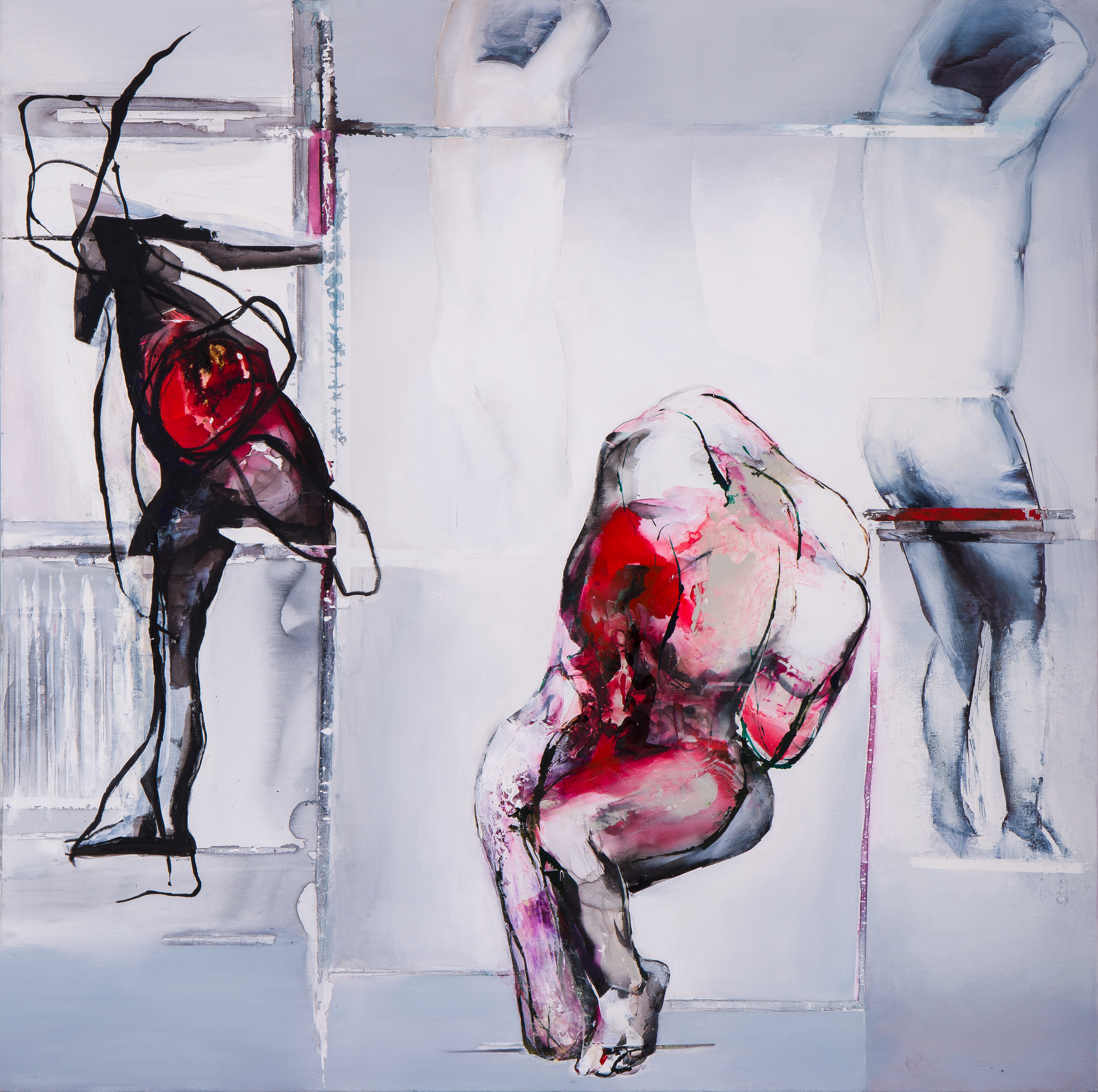
Before-after V (2020)
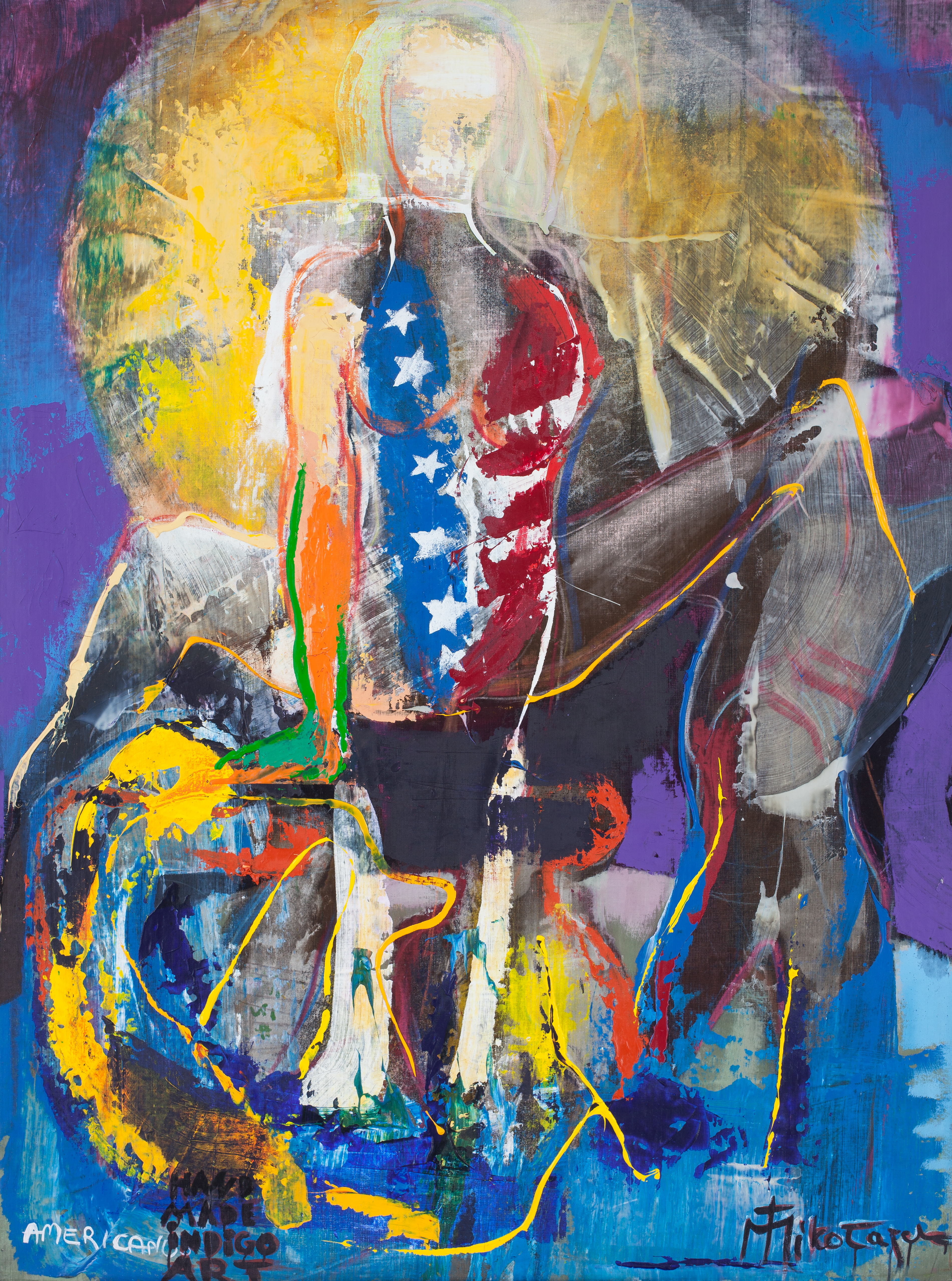
Sexa (2009)
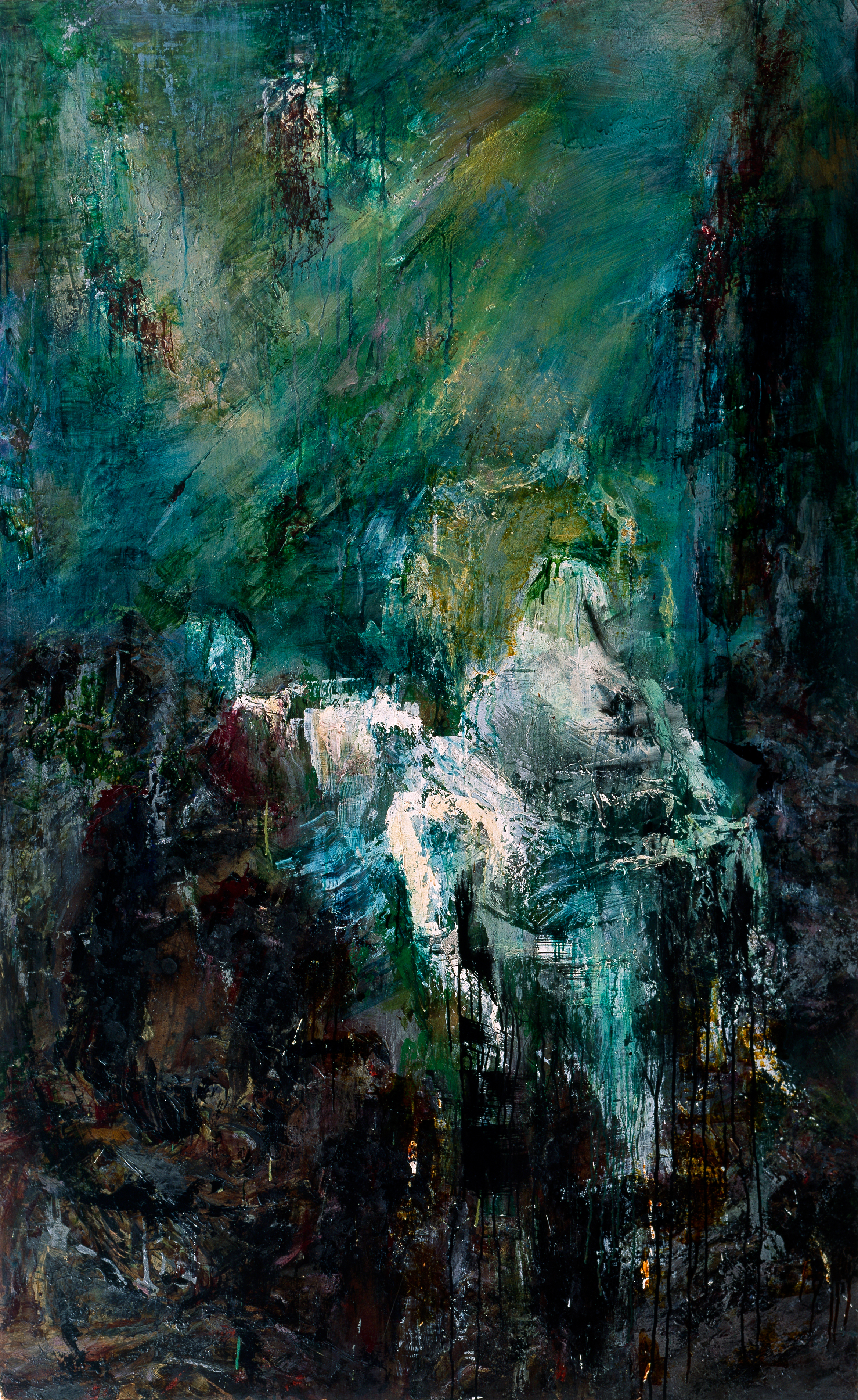
Pieta (1990)
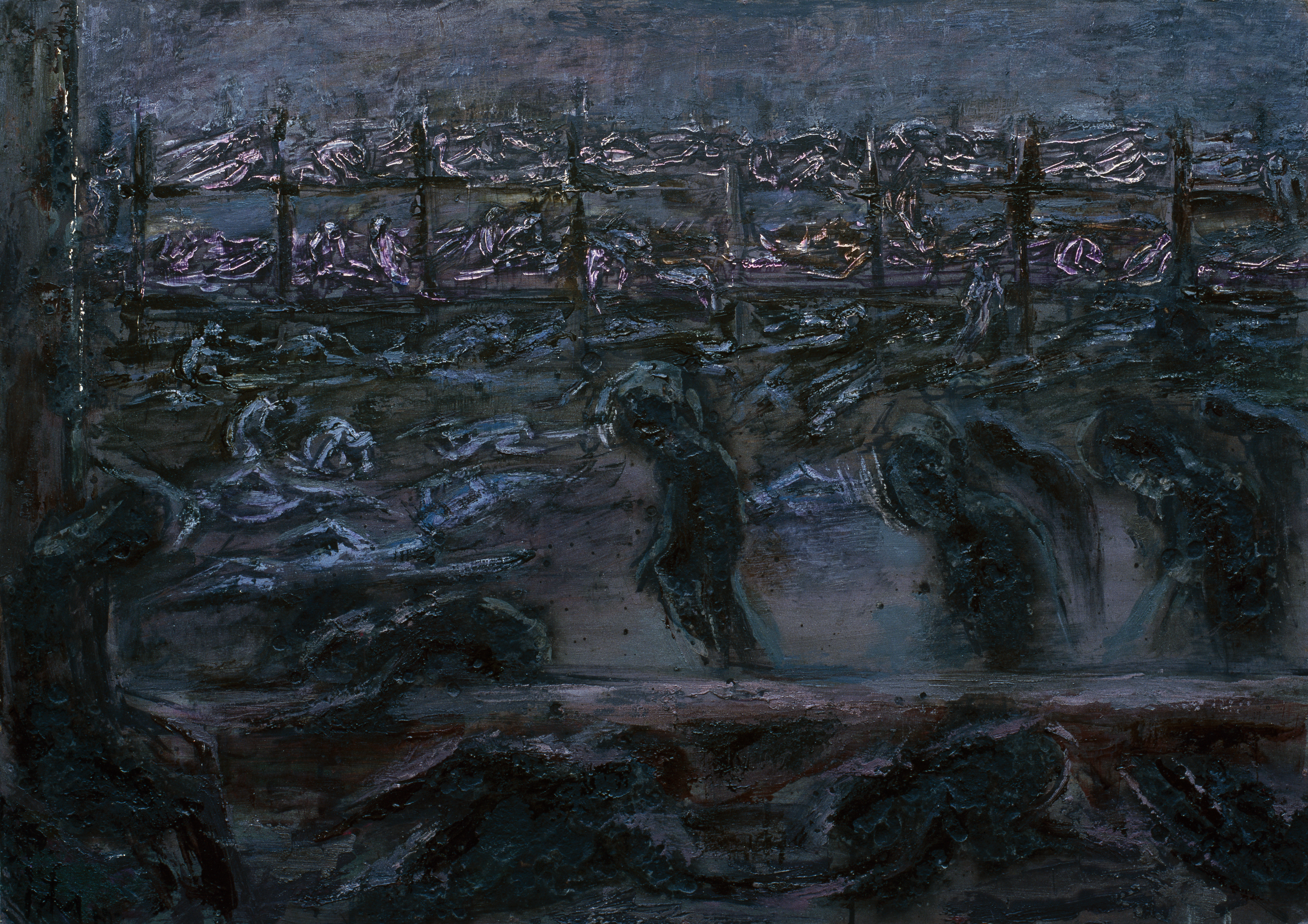
Po numeracji (1989)